# Zangief
Zangief (ザンギエフ) est un personnage de fiction issu de la série Street Fighter. Il pratique le catch et fait sa première apparition dans Street Fighter II: The World Warrior en 1991 sur borne arcade.

## Biographie
Selon sa biographie officielle, il est né le 1er juin 1956 en Union soviétique. Il mesure 2,14 m et pèse 147 kg.
Zangief est lutteur professionnel et pratique  le Sambo, qu'il a affinée en combattant des ours à mains nues en Sibérie (son abondante pilosité lui ayant sans doute permis de supporter la rudesse du climat). Son corps, recouvert de cicatrices, garde néanmoins les stigmates de cet entraînement. Il excelle dans les écrasements et les projections de toutes sortes, sa technique du Spinning Pile Driver lui ayant valu le surnom de Cyclone Rouge. 
Il a un grand cœur  et sait faire plaisir à ses fans.
Patriote dévoué, Zangief travaille pour le gouvernement soviétique, protégeant son pays contre les menées pernicieuses de l'organisation criminelle Shadaloo. Au cours de cette traque, il rencontrera le sumotori japonais Edmond Honda, et ils noueront tous les deux une amitié solide. À l'inverse, Zangief déteste Vega, dont il se moque du physique efféminé.

## Inspiration
Le personnage tire son nom du catcheur russe Victor Zangiev qui a eu son heure de gloire au Japon à la fin des années 1980 ainsi que d'Ivan Koloff, catcheur canadien incarnant un lutteur soviétique.  
Sa palette de coups est similaire à celle de Mike Haggar, le maire de Metro City, l'un des personnages jouables du jeu Final Fight.
Son apparence est, elle, inspirée de Mr. T, notamment pour sa coupe de cheveux.

## Apparitions
Dans la série originale :
Dans les Crossover :
- Super Puzzle Fighter II Turbo (1996)
- X-Men vs. Street Fighter (1996)
- Marvel Super Heroes vs. Street Fighter (1997)
- Marvel vs. Capcom: Clash of Super Heroes (1998)
- SNK vs. Capcom: Card Fighter's Clash (1999)
- SNK vs. Capcom: The Match of the Millennium (1999)
- Capcom vs. SNK: Millennium Fight 2000 (2000)
- Marvel vs. Capcom 2: New Age of Heroes (2000)
- Capcom vs. SNK: Millennium Fight 2000 Pro (2001)
- Capcom vs. SNK 2 (2001)
- SNK vs. Capcom: Card Fighters 2 Expand Edition (2001)
- Capcom Fighting Jam (2004)

Zangief fait une apparition dans Les Mondes de Ralph. et Ralph 2.0 (doublé en français par Michel Elias)

## Coups spéciaux
- Double Lariat
- Quick Double Lariat
- Screw Pile Driver (ou Spinning Pile Driver)
- Banishing Flat
- Atomic Suplex
- Flying Power Bomb

## Furies
- Final Atomic Buster
- Aerial Russian Slam
- Ultimate Atomic Buster
- Siberian Blizard

## Ses rivaux
El Fuerte (principal rival), Hakan, E.Honda, Balrog, Blanka, Abel, Ryu, Chun-Li, R. Mika et Darun (Street Fighter EX)